# 1601 en philosophie
Chronologie de la philosophie
- 1597
- 1598
- 1599
- 1600
- 1601
- 1602
- 1603
- 1604
- 1605

L’année 1601 a été marquée, en philosophie, par les événements suivants :

## Publications
- Giovanni Botero : La prima seconda parte de' prencipi christiani, Appresso Gio. Dominico Tarino, Turin, 1601 (lire en ligne).

- Giovanni Battista Della Porta, Pneumaticorum libri tres, Giovanni Giacomo Carlino, Napoli, 1601 (lire en ligne)

- Giovan Battista Della Porta, Elementorum curvilineorum libri duo, Neapoli: apud Antonium Pacem, 1601, 64 p.

- Nicolò Vito di Gozze : Nicolai Viti Gozzi (...) Commentari in Tres Psalmos XV, XXV et CXXIV (...), Venezia 1601.

## Naissances
- Jacques Gaffarel, né à Mane en 1601 et mort à Sigonce en 1681[1], est un prêtre et docteur en théologie considéré comme le principal représentant de la kabbale chrétienne au XVIIe siècle.